# Sankt Pons
Sankt Pons er en katolsk helgen, der også kaldes Pons de Cimiez (Pons fra Cimiez).
Pons var født i Rom af hedenske forældre. Ret hurtigt konvereterede han til kristendomen. Han endte sine dage i Cimiez nær Nice, hvor han led martyrdøden i 257.
Hans festdag er den 14. maj.

## Ekstern henvisning
- "Saint Pons på Nominis" (fransk).